# Herbertus aduncus
Herbertus aduncus är en bladmossart som först beskrevs av James Jacobus J. Dickson, och fick sitt nu gällande namn av Samuel Frederick Gray. Herbertus aduncus ingår i släktet Herbertus och familjen Herbertaceae. Inga underarter finns listade i Catalogue of Life.